# Михајло IV Цариградски
Михајло IV Цариградски (грч. Μιχαὴλ Αὐτωρειανός; умро 26. августа 1212) био је васељенски патријарх Цариграда од 1208. до своје смрти 1212. године.
Михајло је био добро образован човек и члан књижевног круга око Евстатија Солунског. У црквеној хијерархији, достигао је положај великог сакеларија у време пљачке Цариграда од стране Четвртог крсташког рата 1204. године. Према писму које је написао Јован Апокаук 1222. године(?), именован је за епископа Амастриса, али је Давид Комнин одбио његову номинацију као кршење његовог суверенитета. Године 1208. Теодор I Ласкарис га је поставио за патријарха, наследивши Јована X Цариградског, који је умро 1206. године. Ласкарис је основао византијску грчку државу наследницу у Азији, Никејско царство, и покушао је да убеди Јована X да му се придружи, али је он то одбио због старости и убрзо након тога умро.
Убрзо након именовања, 20. марта 1208. године, Михајло IV је крунисао Теодора I Ласкариса за цара (Ласкарис је већ био проглашен за цара 1205. године). Такође је предузео веома необичан потез, супротан и византијској традицији и православној доктрини, обећавајући опроштај грехова Ласкарисовим војницима који су пали у бици. Међутим, изгледа да је ово обећање било кратког трајања. Умро је у Никеји 26. августа 1212. године.